# Gil Gil y Gil
Gil Gil y Gil (Zaragoza, 6 de marzo de 1865-Zaragoza, 28 de abril de 1947) fue un catedrático de Derecho y abogado español.

## Biografía
Gil Gil y Gil nació el 6 de marzo de 1865 en Zaragoza, hijo de Andrés Gil y de Josefa Gil, tanto los padres como los abuelos eran de Jasa, en la provincia de Huesca, a excepción de su abuela materna, que era de Villanúa. Era sobrino de Joaquín Gil Berges, importante jurista aragonés y antiguo ministro de Gracia y Justicia.
Su educación primaria y secundaria transcurrió en Zaragoza y estudió Derecho en la Universidad de Zaragoza de 1880 a 1885, licenciándose el 11 de enero de 1886. Tres meses después se colegiaba en Zaragoza. Se doctoró en Madrid el 25 de junio de 1887 en Derecho civil y canónico con sobresaliente. Su primer trabajo fue en el despacho de su tío y padrino, Joaquín Gil Berges, como pasante.
El 9 de febrero de 1890 comenzó a trabajar en la Universidad de Zaragoza como auxiliar sin retribución. A partir de ese momento fue subiendo en la jerarquía universitaria: en marzo de ese año fue nombrado auxiliar numerario en la Facultad de Derecho de Zaragoza con un suelo de 1750 pesetas anuales, enseñando Procedimientos judiciales; hasta 1898 enseñaba Derecho canónico y a partir de ese año Historia general del Derecho; en 1900 se encargó del Derecho civil español, común y foral. En 1904 consiguió la cátedra de Derecho civil.

Quiso ser Catedrático de Derecho procesal de Zaragoza, única Universidad que le convenía a él, decidido a no salir de Aragón ni del despacho de su tío Gil Berges, que era su despacho mismo, pues en el mismo local trabajaban: no ganó la oposición él sino don Francisco Xavier Comín y Moya, y Gil fue su afectuoso suplente en toda ausencia o impedimento; en la vacante de don Domingo Alcalde y Prieto, sacada a oposición, fue triunfante Gil y tomó posesión de su Cátedra de Derecho civil común y foral, día 23 de diciembre de 1904.

Fue nombrado rector de la Universidad de Zaragoza el 22 de mayo de 1931 gracias a sus inclinaciones republicanas, dimitiendo poco después, en diciembre de ese año. Su dimisión, a pesar de que aduce «razones de índole puramente personal» fue provocada por un conflicto con el ministerio, que lo cesó por decreto el 23 de diciembre.

Triunfante la segunda República, declarado cesante por ella el Rector Miral, comprendimos los claustrales que convenía guardar al Gobierno la atención de elegir para la vacante un catedrático republicano, si el candidato, demás de esa conformidad con el Régimen, plenamente nos agradaba: ambas circunstancias concurrían en Gil Gil y Gil y sólo en él; lo elegimos; y, en la misma sesión para Vice-Rector, a Paulino Savirón y Caravantes, monárquico, por votación más copiosa.

En 1894, junto con otros profesores de la Universidad de Zaragoza, redactó el informe para el Proyecto de Bases para la reforma sobre las leyes de organización judicial y de Enjuiciamiento civil publicado por Real Decreto de 17 de octubre de 1894.
Su carrera política siguió un camino paralelo. En 1904 era vocal de la junta provincial de la Unión Republicana y fue votado concejal del ayuntamiento de Zaragoza. El 28 de junio de 1931 fue elegido diputado por la ciudad de Zaragoza por el Partido Republicano Radical. Dejó el cargo el cargo el 9 de octubre de 1933. Posteriormente fue vocal del Tribunal de Garantias Constitucionales.
Cesó su actividad docente en la Universidad de Zaragoza el 5 de marzo de 1935 por jubilación, recibiendo ese día la Banda de la Orden de la República, como premio a su fecunda labor educativa.

## Obra
- Gil y Gil, Gil (1928). Precedentes inmediatos y ligera crítica del Apendice al Código civil, correspondiente al Derecho foral de Aragón. Discurso leído en la Universidad de Zaragoza en la solemne apertura de los estudios del año académico de 1928 a 1929. Zaragoza: Universidad Literaria de Zaragoza, Tipografía La Académica.